# SN 2012bi
SN 2012bi – supernowa typu Ia, odkryta 21 marca 2012 roku w galaktyce UGC 7217. W momencie odkrycia, miała maksymalną jasność 16m.